# Jos Luhukay
Jos Luhukay (Venlo, 13 giugno 1963) è un ex calciatore e allenatore di calcio olandese, di ruolo centrocampista.

## Carriera

### Giocatore
Luhukay gioca come centrocampista ed inizia la carriera a 15 anni nella squadra della propria città natale, il VVV Venlo. Dopo 11 anni si trasferisce allo SVV Schiedam in cui rimane fino a giugno 1991 quando passa all'RKC Waalwijk, ultima squadra olandese in cui milita.
Nell'estate del 1993 si trasferisce in Germania dove gioca prima nello SV Straelen e poi nel KFC Uerdingen, con cui colleziona due presenze in Bundesliga. Dopo aver centrato la promozione nella Nordrhein Oberliga con la squadra amateure del KFC Uerdingen nel 1996 torna allo SV Straelen in cui conclude la sua carriera da calciatore due anni più tardi.

### Allenatore
Un mese dopo il suo ritiro come calciatore, Luhukay viene nominato allenatore proprio dalla sua ultima squadra, lo SV Straelen. Dopo due anni passa al KFC Uerdingen in cui rimane fino al 2002, anno in cui diventa il vice-allenatore del Colonia in Bundesliga.
Nella stagione 2005/2006 diventa l'allenatore del Paderborn, neopromossa in Zweite Bundesliga, con cui centra un sorprendente nono posto.
Il 2 gennaio 2007 viene ingaggiato come vice-allenatore dal Borussia Mönchengladbach che naviga nei bassifondi della Bundesliga e vede ormai deteriorato il rapporto con il tecnico Jupp Heynckes, che infatti viene esonerato neppure un mese più tardi. La squadra viene affidata a Luhukay, ma visti gli errori commessi ad inizio stagione nell'assemblare la rosa e la classifica ormai compromessa, questi non può far altro che traghettarla verso l'inevitabile retrocessione in Zweite Bundesliga. L'intento della società è chiaro: affidargli il compito di ricostruire la squadra e riportarla immediatamente in Bundesliga. Il suo contratto semestrale, infatti, viene prolungato fino a giugno 2009.
Dopo un avvio stentato il Borussia si riprende e riesce a far valere la sua superiorità nei confronti delle altre aspiranti alla promozione e al termine di un campionato costellato di record si classifica al primo posto, guadagnando un pronto ritorno nella massima serie.
Nella stagione 2008-2009, tuttavia, dopo l'ennesima partenza disastrosa con sei sconfitte in sette partite e la prematura eliminazione dalla Coppa di Germania, viene esonerato dalla dirigenza del club.
Il 14 aprile 2009 è nominato allenatore dell'Augusta, con cui rimane fino al 2012 e con cui conquista una promozione in massima serie.
Il 21 maggio 2012 viene nominato allenatore dell'Hertha Berlino, dove allena per quasi 3 anni, venendo esonerato nel gennaio 2015, sostituito da Pal Dardai.

## Palmarès

### Allenatore

#### Competizioni nazionali
- 2. Fußball-Bundesliga: 2

Borussia Mönchengladbach: 2007-2008
Herta Berlino: 2012-2013